# AC Ajaccio
Der Athletic Club Ajaccien (oder in Frankreich kurz l'ACA) ist ein französischer Fußballverein aus der korsischen Hauptstadt Ajaccio. Gegründet wurde er 1910, die Vereinsfarben sind Rot und Weiß; als Symbol führt er einen Bären, und es gibt auch einen Fanclub, der in seinem Namen (L’Orsi Ribelli) auf dieses Symbol verweist. Der Klub spielt im Stade François-Coty, das 10.446 Zuschauer fasst.
Vereinspräsident ist derzeit Alain Orsoni; die Ligamannschaft wurde von Juli bis November 2013 von Fabrizio Ravanelli trainiert, der bereits nach dem 12. Punktspiel selbst das vorzeitige Vertragsende ankündigte. Zeitweise trainierte anschließend Christian Bracconi, Leiter des Klubnachwuchszentrums, die Ligaelf. Im November 2014 übernahm schließlich Olivier Pantaloni das Traineramt.

## Ligazugehörigkeit
Der Verein ist erst seit 1965 im professionellen Fußball aktiv, war 1967–1973 erstklassig (in der Division 1, heute Ligue 1 genannt), erneut 2002–2006 und 2011–2014. Zwischen 1974 und 1994 hingegen trat man sogar nur im Amateurbereich an.
Angesichts der historischen Rivalität mit den beiden anderen bekannten Vereinen von der Insel wurde es von den ACA-Anhängern allerdings als großer Triumph empfunden, dass die langjährige korsische Nummer eins, der SC Bastia, 2005 in die Ligue 2 abgestiegen war und die Ajacciens in der Saison 2005/06 alleine auf der großen Bühne spielten. Von 2006 bis 2010 kam es wieder – nun in der zweiten Liga – zum Duell ACA-SCB, dann stieg Bastia sogar in die dritte Liga ab, während Lokalrivale Gazélec FC Ajaccio lange Zeit bestenfalls drittklassig spielte. Im Mai 2011 gelang dem ACA die Rückkehr in die Ligue 1, und ein Jahr später kehrte auch Bastia dorthin zurück. Nach der Saison 2013/14 musste der Verein allerdings wieder in die Ligue 2 absteigen, während der Rivale Gazélec FC Ajaccio 2015 sogar erstklassig wurde. In der Saison 2021/22 gelang dem AC Ajaccio als Tabellenzweiter hinter dem FC Toulouse der erneute Aufstieg in die höchste französische Spielklasse.

## Erfolge
- Französische Meisterschaft: bisher beste Platzierung war Rang 6 (1970/71)
- Korsischer Meister (Amateure): 1920, 1921, 1934, 1939, 1948, 1950, 1955, 1964, 1994
- Korsischer Pokal (Coupe de Corse): 1950, 1955, 1961

## Aktueller Kader 2024/25
Stand: 16. August 2024
| Nr.        | Nat.           | Name                      | Geburtstag | im Verein seit | Vertrag bis |     |
| Tor        | Tor            | Tor                       | Tor        | Tor            | Tor         | Tor |
| ---------- | -------------- | ------------------------- | ---------- | -------------- | ----------- | --- |
| 01         | Frankreich     | Mathieu Michel            | 04.09.1991 | 2023           | 2025        |     |
| 16         | Frankreich     | François-Joseph Sollacaro | 21.03.1994 | 2018           | 2024        |     |
| 30         | Frankreich     | Ghjuvanni Quilichini      | 01.09.2002 | 2021           |             |     |
| Abwehr     |                |                           |            |                |             |     |
| 02         | Frankreich     | Thibault Campanini        | 27.07.1998 | 2023           | 2025        |     |
| 03         | Frankreich     | Stephen Quemper           | 12.05.1993 | 2023           | 2025        |     |
| 05         | Frankreich     | Clément Vidal             | 18.06.2000 | 2022           | 2025        |     |
| 10         | Frankreich     | Valentin Jacob            | 15.06.1994 | 2023           | 2025        |     |
| 20         | Komoren        | Mohamed Youssouf          | 26.03.1988 | 2018           | 2023        |     |
| 23         | Rumänien       | Tony Strata               | 07.09.2004 | 2023           | 2024        |     |
| 25         | Frankreich     | Julien Anzian             | 23.06.1999 | 2024           |             |     |
| 31         | Frankreich     | Jésah Ayessa              | 09.01.2000 | 2024           |             |     |
| 39         | Frankreich     | Salomon Abergel           | 04.07.2004 |                |             |     |
| Mittelfeld |                |                           |            |                |             |     |
| 04         | Frankreich     | Mickaël Barreto           | 18.01.1991 | 2020           | 2023        |     |
| 06         | Frankreich     | Thomas Mangani            | 29.04.1987 | 2022           | 2024        |     |
| 08         | Algerien       | Mehdi Puch-Herrantz       | 20.01.2004 | 2023           | 2027        |     |
| 17         | Frankreich     | Everson Junior            | 07.11.2003 | 2023           | 2026        |     |
| 21         | Frankreich     | Ivane Chegra              | 03.03.2004 | 2023           |             |     |
| 26         | Frankreich     | Tim Jabol-Folcarelli      | 06.12.1999 | 2023           | 2026        |     |
| Sturm      |                |                           |            |                |             |     |
| 07         | Tunesien       | Yoann Touzghar            | 28.11.1986 | 2022           | 2024        |     |
| 09         | Kongo Republik | Christopher Ibayi         | 18.07.1995 | 2024           | 2026        |     |
| 11         | Elfenbeinküste | Ben Hamed Touré           | 21.08.2003 | 2023           | 2026        |     |
| 19         | Australien     | Al Hassan Touré           | 30.05.2000 | 2024           | 2025        |     |
| 22         | Frankreich     | Moussa Soumano            | 09.07.2005 | 2023           | 2026        |     |
| 99         | Frankreich     | Benjamin Santelli         | 16.11.1991 | 2024           |             |     |
| 12         |                | Sviatik Demadenko         | 07.06.2008 | 2025           | 2027        |     |

## Bekannte Spieler
- Étienne Sansonetti (1967–1969, 1970–1972)
- Dominique Baratelli (1967–1971)
- Marius Trésor (1969–1972)
- François M’Pelé (1969–1973)
- Rolland Courbis (1972–1973)
- Dado Pršo (1997–1999)
- Juan Esnáider (2003)
- Patrice Loko (2004)
- Fabien Laurenti (2004–2007)
- Guillermo Ochoa (2011–2014)
- Adrian Mutu (2012–2014)
- Maxime Chanot (2023–2024)

## Bekannte Trainer
- Rolland Courbis (2001–2003, 2004–2006)
- Gernot Rohr (2007–2008)

## Nachweise
1. ↑  siehe den Beinamen l’Ours auf der Vereinsseite (Memento vom 2. August 2014 im Internet Archive) und die Seite zum Fanclub (Memento vom 23. März 2011 im Internet Archive)
2. ↑  siehe die Meldung bei France Football vom 2. November 2013
3. ↑  siehe den Artikel „Bracconi jusqu’à la trêve“ vom 4. November 2013 bei France Football
4. ↑  L‘effectif de l‘AC Ajaccio, tous les joueurs. AC Ajaccio (französisch).